# Skály (Strakonicei járás)
Skály falu és önkormányzat (obec) Csehország Dél-csehországi kerületének Strakonicei járásában. Területe 5,06 km², lakosainak száma 71 (2008. 12. 31). A falu Strakonicétől mintegy 12 km-re délkeletre, České Budějovicétől 42 km-re északnyugatra, és Prágától 106 km-re délre fekszik.
A település első írásos említése 1334-ből származik.

## Népesség
A település népessége az elmúlt években az alábbi módon változott:
| Lakosok száma | 211  | 184  | 199  | 145  | 100  | 66   | 71   | 67   | 70   | 79   |
|               | 1869 | 1900 | 1921 | 1961 | 1980 | 2011 | 2016 | 2019 | 2021 | 2024 |